# Seleção Malinesa de Basquetebol
A Seleção Malinesa de Basquetebol é a equipe que representa Mali em competições internacionais. É gerida pela Federação Malinesa de Basquetebol (francês:Fédération Malienne de Basketball) filiada a FIBA desde 1961. Sua estréia em competições continentais se deu no Afrobasket 1964 realizado no Marrocos e sua melhor participação culminou com a Medalha de bronze no Afrobasket 1972.